# Eoandromeda
Eoandromeda ist eine ausgestorbene Tiergattung des Ediacariums unsicherer taxonomischer Zuordnung, die sich durch acht spiralförmige Arme auszeichnet.

## Etymologie
Die Gattungsbezeichnung Eoandromeda ist eine Zusammensetzung aus altgriechisch Ἠώς oder Ἕως Éōs, deutsch ‚Morgenröte‘, ‚früh‘ und der Spiralgalaxie Andromeda (Ἀνδρομέδα) in Anspielung auf die Spiralarme des Fossils. Der Artname octobrachiata (‚achtarmig‘) ist die latinisierte Zusammensetzung von οκτώ októ, deutsch ‚acht‘ und des lateinischen brachium – seinerseits abgeleitet von βραχίων ‚Arm‘.

## Vorkommen
Die etwa zwei Dutzend Vorkommen von Eoandromeda finden sich in Australien und der Volksrepublik China. Die Fossilisation im Ediacara Member des Rawnsley-Quarzits in Australien folgt der Standarderhaltung des Ediacara-Typs, wohingegen die weitaus zahlreicheren Fossilien aus den Schwarzschiefern der chinesischen Doushantuo-Formation als karbonatische Abdrücke vorliegen.

## Beschreibung

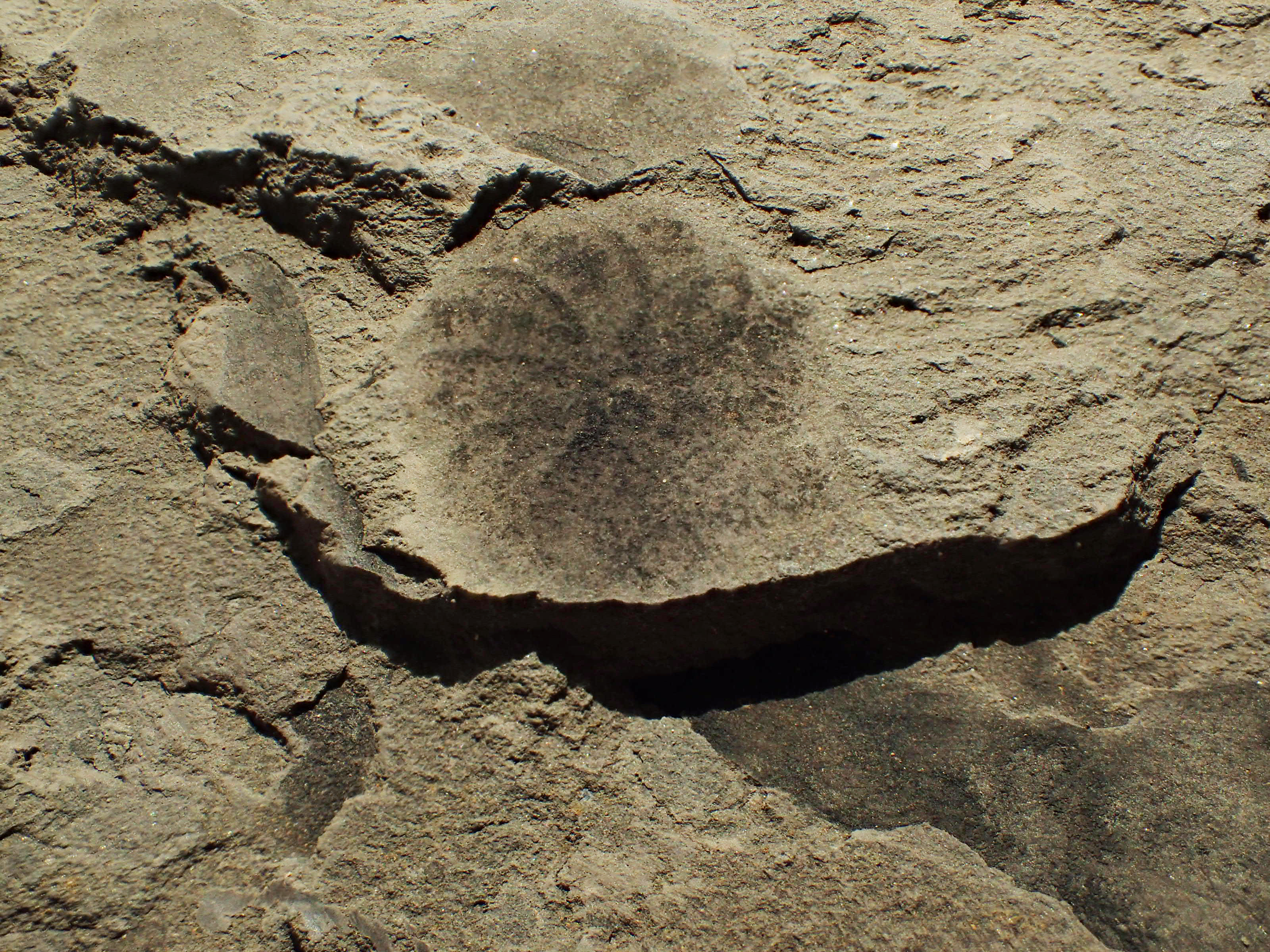
Eoandromeda-Fossil

Eoandromeda octobrachiata ist ein kreisrundes Fossil, dessen Durchmesser zwischen 10 und 44 Millimeter variieren kann. Vom Zentrum gehen acht spiralförmige Arme aus, die sich nur an ihren Enden gegenseitig berühren. Die zum Ende dünner werdenden Arme können durch Rippen oder Furchen segmentiert sein. Ihr Drehsinn kann sowohl mit als auch gegen den Uhrzeigersinn gerichtet sein.  Die Arme der australischen Fossilien sind länger und stärker gekrümmt als die der chinesischen Funde. Außerdem sind die australischen Beispiele generell kleiner und wirken geknickt.

## Vergesellschaftung
Eoandromeda kann mit folgenden Taxa in Vergesellschaftung angetroffen werden:
- Parvancorina
- Tribrachidium

## Taxonomische Stellung
Eoandromeda wurde ursprünglich als Spurenfossil mit Ähnlichkeiten zu Zoophycus oder Spirorhaphe oder als riesige, agglutinierende Foraminifere (Xenophyophore) gedeutet.
Da die chinesischen Funde aber organische Substanz erhalten haben, sind diese Interpretationen hinfällig – die Burgess-Schiefer-Erhaltung dieser Fossilien verlangt nämlich nach einem sehr robusten, organischen Ausgangsmaterial. Die kreisrunde Spiralform lässt eine Verwandtschaft zu Fossilembryos, wie sie aus der Doushantuo-Formation bekannt sind, als möglich erscheinen, solange aber noch keine Zwischenformen vorhanden sind, kann über diese Vermutung nicht geurteilt werden.
Eoandromeda besitzt eine nur sehr oberflächliche Ähnlichkeit mit Stachelhäutern (Echinodermata), Rippenquallen (Ctenophora), Nesseltieren (Cnidaria) und anderen Mitgliedern der Ediacara-Biota wie beispielsweise dem triradialen Tribrachidium, dem tetraradialen Conomedusites und der pentaradialen Arkarua. Dies legt nahe, dass sich eine große Zahl diploblastischer Tiere noch vor dem Auftreten von triploblastischen Organismen abgespalten hatten.
Dennoch fehlen ausreichende körperliche Merkmale, die überhaupt eine Identifikation als definitiv tierischen Organismus erlauben würden. Es kann nicht ausgeschlossen werden, dass es sich bei Eoandromeda möglicherweise auch um eine Alge handelt; Algen stellen unter den Doushantuo-Biota die Mehrheit der vorhandenen Taxa. Insgesamt betrachtet erscheint das Fossil aber für eine Algenart etwas zu komplex aufgebaut zu sein.

## Taphonomische Bedeutung
Während des Ediacariums (Vendiums) gab es zwei unterschiedliche Typen von Mehrzellern. Im Gegensatz zu früheren Ansichten wird jetzt die Meinung vertreten, dass diese beiden Biota sich deutlich voneinander abheben:
- Ediacara-Typus:

Der Ediacara-Typus setzt sich aus der Ediacara-, Nama- und Avalon-Faunengemeinschaft zusammen. Er besteht aus Metazoa und Organismen problematischer Zuordnung. Beispiele sind Dickinsonia, Yorgia, Kimberella, Charnia, Charniodiscus, Cyclomedusa, Ediacaria, Parvancorina, Pteridinium, Rangea,  Fractofusus, Tribrachidium, Hiemalora, Palaeopascichnus und andere. Diese Taxa liegen als Positiv- und Negativabdruck auf der Unterseite von Sandsteinbänken vor. Die für Mikrobenmatten charakteristischen Strukturen der „Elefantenhaut“ und Tuberkel kennzeichnen die Ediacara-Erhaltung, Sandabdrücke in Sandsteinlagen die Nama-Erhaltung. Bei der Avalon-Erhaltung befinden sich die Abdrücke auf von Aschenlagen überdeckten Tonsteinlagen. Bei der Khatyspyt-Erhaltung schließlich werden die Fossilien in fein- bis mittelschichtigen, bituminösen Knollenkalken vorgefunden.
- Miaohe-Typus:

Der Miaohe-Typus wird durch folgende Algen-Makrofossilien gekennzeichnet:
Beltanelloides, Mezenia, Sinospongia, Jiuqunaoella,Grypania, Liulingjitaenia, Tawuia, Calyptrina, Cucullus und andere. Diese Fossilien sind als flache Biofilme ausgebildet, die aus dem ursprünglichen organischen Gewebe hervorgegangen sind und der Burgess-Schiefer-Erhaltung ähneln.
Es ist sehr problematisch, Organismen miteinander zu vergleichen, die in zwei sehr unterschiedlichen Erhaltungsweisen fossilisiert wurden und somit sehr verschiedene Körperteile überliefern. Fossilabdrücke geben die Körperumrisse wieder, wohingegen kohlenstoffhaltige Biofilme die Rückstände von organischem Körpergewebe aufzeichnen. Dies ist der Grund, warum es so schwierig ist, die beiden Taphonomien miteinander zu vergleichen.
Eoanadromeda ist eines der wenigen Taxa, bei dem beide Taphonomien miteinander vergleichbar sind. Andere Taxa, bei denen dies möglich ist, sind Anfesta und Albumares ähnelnde Fossilien aus der Doushantuo-Formation, das Taxon Beltanelloides sorichevae, das in der Lyamtsa-Formation von der Weißmeerküste im Norden Russlands und ebenfalls in der Doushantuo-Formation auftritt sowie eventuell auch Cyclomedusa davidi aus der Perevalok-Formation im zentralen Ural.